# Шраттенберг
Шраттенберг (нем. Schrattenberg) — коммуна (нем. Gemeinde) в Австрии, в федеральной земле Нижняя Австрия. 
Входит в состав округа Мистельбах.  Население составляет 823 человека (на 31 декабря 2005 года). Занимает площадь 19,14 км². Официальный код  —  31646.

## Политическая ситуация
Бургомистр коммуны — Карл Польц (АНП) по результатам выборов 2005 года.
Совет представителей коммуны (нем. Gemeinderat) состоит из 15 мест.
- АНП занимает 13 мест.
- СДПА занимает 2 места.